# Phellinus cylindrosporus
Phellinus cylindrosporus är en svampart som beskrevs av Ryvarden 1987. Phellinus cylindrosporus ingår i släktet Phellinus och familjen Hymenochaetaceae.   Inga underarter finns listade i Catalogue of Life.